# Ronco all'Adige
Ronco all'Adige es una localidad y comune italiana de la provincia de Verona, región de Véneto, con 6.207 habitantes.

## Evolución demográfica
| Gráfica de evolución demográfica de Ronco all'Adige entre 1861 y 2001 |
|                                                                       |
| Fuente ISTAT - elaboración gráfica de Wikipedia                       |